# Jaroslav Bříza
Jaroslav Bříza (* 23. dubna 1954) je bývalý československý fotbalový útočník.

## Fotbalová kariéra
V československé lize hrál za SU Teplice a Spartu Praha. Nastoupil v 64 ligových utkáních a dal 14 ligových gólů. V nižších soutěžích hrál i za VTŽ Chomutov.

## Ligová bilance
| Ročník                                   | Zápasy | Góly | Klub         |
| ---------------------------------------- | ------ | ---- | ------------ |
| 1. československá fotbalová liga 1976/77 | 13     | 6    | SU Teplice   |
| 1. československá fotbalová liga 1977/78 | 9      | 1    | SU Teplice   |
| 1. československá fotbalová liga 1978/79 | 27     | 6    | SU Teplice   |
| 1. československá fotbalová liga 1979/80 | 9      | 1    | Sparta Praha |
| 1. československá fotbalová liga 1980/81 | 6      | 0    | Sparta Praha |
| CELKEM 1. liga                           | 64     | 14   |              |